# 明日やってみたくなる遊び実験バラエティ〜放課後うしろシティ〜
『明日やってみたくなる遊び実験バラエティ〜放課後うしろシティ〜』（あしたやってみたくなるあそびじっけんバラエティ ほうかごうしろシティ）は、インターネットテレビ局AbemaTVで2016年5月23日から同年12月26日まで配信されていたバラエティ番組である。毎週「新宿角座」から配信された、うしろシティの冠番組。

## 番組概要
「明日学校でやりたくなる、放課後実験バラエティ!!」と銘打ち、学校でもできる新たなる遊びをうしろシティの2人が実践する番組。
番組自体の略称は多くの場合『放課後うしろシティ』であったが、『＃明日バラ』が推奨ハッシュタグとして指定され、このハッシュタグで新たなる遊びを募集し、随時実践していた。
うしろシティの所属事務所・松竹芸能が保有する新宿角座のステージにセットが組まれ配信されたが、ライブが入るなど使用できない場合は劇場ロビーを使用、劇場を飛び出て新宿や秋葉原でロケを行うなどしていた。劇場舞台使用の場合は番組観覧の受け付けも行っていたが、末期はほとんどがロケ企画であった。

## 出演者

### レギュラー
- 阿諏訪秦義（うしろシティ）
- 金子学（うしろシティ）

### ゲスト
前期はうしろシティｖｓゲスト対決。後期は女性タレントがMCとなり阿諏訪ｖｓ金子となることが多かった。
- 越智ゆらの[3] - アシスタントMC
- 金子理江 - アシスタントMC
- ゆみちぃ（平尾優美花）[4] - アシスタントMC
- RaMu - 最終回のアシスタントMC
- しずる（池田一真、村上純）[5]
- 木下隆行（TKO）[6]
- 濱口優（よゐこ）[7]

## スタッフ
- 制作協力：クラフト[8]